# モデルエージェンシー
モデルエージェンシー（Model Agency）は、モデルのマネジメントをする会社である。代表的なモデルエージェンシーに、フォード・モデルズ、エリート・モデルズ、ウィルヘルミーナ・モデルズがある。
本項はおもにアメリカ映画業界について記す。

## 概要
モデルになる人材を発掘、教育し、企業に売り込む仕事であるが、現在のモデルの活動範囲は広範で、エージェンシーごとにファッションショーや雑誌、企業広告など得意分野が異なる。

## 歴史
世界初のモデルエージェンシーはジョン・ロバート・パワーズがニューヨークで設立した。その後、アイリーン・フォードがフォード・モデルズを設立し、1967年にフォードのトップモデルであったウィルヘルミーナ・クーパーがウィルヘルミーナ・モデルズを、1972年にジョン・カサブランカがエリート・モデル・マネジメントを設立する。